# 南極への自転車遠征の一覧
南極への自転車遠征（なんきょくへのじてんしゃえんせい、英語: Antarctic cycling expeditions）とは自転車で南極へ向かうことであり、雪中や砂地での移動に適する、タイヤの太いファットバイクが普及したことで可能になった。

## 遠征の一覧
下記の表は自転車での移動距離の少ない順。
| 名前                           | 移動手段           | 自転車での移動距離 | 支援              | 注                                     |
| ------------------------------ | ------------------ | ------------------ | ----------------- | -------------------------------------- |
| ヘレン・スケルトン             | 凧、スキー、自転車 | 103マイル          | BBCのクルーなど   | 始点が沿岸でない                       |
| フアン・メネンデス・グラナドス | スキー、自転車     | 120マイル          | 1人               | ハーキュリーズ入り江から南極点まで     |
| ダグ・ストープ（Doug Stoup）   | 自転車             | 200マイル          | 1人               | ヘリテージ山脈                         |
| エリック・ラーセン             | 自転車             | 335マイル          | 1人、食料投下あり | 始点はハーキュリーズ入り江             |
| マリア・レイジャースタム       | 三輪車             | 396マイル          | 撮影クルーつき    | 雪が均されたマクマード南極点道路を利用 |
| ダニエル・バートン             | 自転車             | 775マイル          | 1人、食料投下あり | ハーキュリーズ入り江から南極点まで     |

ダグ・ストープ
ダグ・ストープは史上はじめて南極における自転車遠征を行った人である。2003年1月、ストープは特製の「アイスバイク」でパトリオット山脈の周りを200マイル走行した。
ヘレン・スケルトン
ヘレン・スケルトンは史上はじめて自転車を使って南極点に着いた人である。彼女は幅8インチのタイヤがついた自転車で移動、また82キログラムもの補給を積載したそりをひくためにスキーと凧を使った。彼女はスノーカイトで329マイル、自転車で103マイル、クロスカントリースキーで69マイル移動した。しかし、「多くの探検家は（彼女より）早く、長くスノーカイトで移動した」として彼女の主張を疑った者もいた。
エリック・ラーセン
2012年12月、エリック・ラーセンは自転車のみで南極点へ向かうことを試みた。南極への道程の4分の1にあたる175マイルを移動した後、彼は諦めて、160マイルを移動してパトリオット山脈へ戻った。
マリア・レイジャースタム
2013年12月27日、マリア・レイジャースタムははじめて南極の海岸から南極点まで自転車で走破した人になった。しかし、クルーによる支援が多すぎたとして批判された。
フアン・メネンデス・グラナドス
フアン・メネンデス・グラナドスは2013年12月にハーキュリーズ入り江を出発、スキーと自転車で移動し、2014年1月17日に再補給を使わずに南極点に到着した。しかし、ダニエル・バートンによると、グラナドスは全長750マイルの道程のうち、自転車で移動したのは120マイル以下であるとした。
ダニエル・バートン
ダニエル・バートンは史上初めて自転車のみで南極の海岸から南極点まで走破した人である。彼は1人で移動したが、途中で食料の再補給を3回受け、また自転車を押して前進するときもあったという。